# Boston Bar (British Columbia)
Boston Bar ist ein gemeindefreier Ort (unincorporated community) im Fraser Canyon in der kanadischen Provinz British Columbia, der im Fraser Valley Regional District liegt.

## Name
Der Name stammt aus der Zeit des Fraser-Canyon-Goldrauschs (1858–1861). „Bar“ bezeichnet dabei eine (goldhöffige) Sandbank; die sich flussabwärts gegenüber der heutigen Siedlung befindliche war bei US-Amerikanern äußerst beliebt, die im Chinook Wawa als „Boston men“ oder einfach „Bostons“ bezeichnet wurden. Am Ostufer des Fraser River entwickelte sich eine Siedlung, die sich nördlich der heutigen an der Mündung des Anderson River erstreckte. Diese wurde mit dem Bau der Canadian Northern Pacific Railway an den heutigen Ort verlegt.
Der ursprüngliche, in Nlaka'pamuctsin (Thompson [River] Salish) verwendete Name wurde von den Englisch sprechenden Europäern Quayome ausgesprochen und auch so in den Karten der Pionierzeit sowie in Tagebüchern und zeitgenössischen Zeitungen verwendet. Dieser Name bezog sich ursprünglich auf die der heutigen Siedlung gegenüberliegende Flussseite, wurde jedoch auf die heutige Siedlung übertragen, als das Gegenüber von der Canadian Pacific Railway mit North Bend („Nordschleife“) benannt wurde.
Im Juni 2011 wurde Boston Bar kurzzeitig inoffiziell als „Vancouver Bar“ bezeichnet, im Bemühen, das nahebei ansässige in der NHL spielende Eishockeyteam Vancouver Canucks in den Stanley Cup Finals bei der Übernahme der Boston Bruins zu unterstützen. In der Folge änderte die kanadische Restaurant-Kette Boston Pizza während derselben Runde der Playoffs inoffiziell ihren Namen in „Vancouver Pizza“.

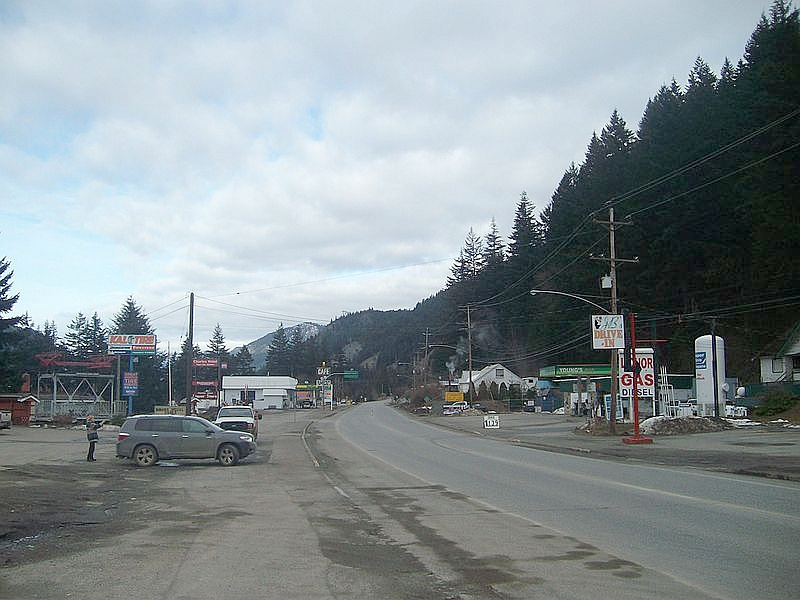
Boston Bar

## North Bend
Auf der gegenüberliegenden Seite des Fraser River befindet sich die Kleinstadt North Bend, welche bis zum Januar 1986 nur per Zug oder Luftkabel-Fähre erreicht werden konnte, bevor eine zweispurige Straßenbrücke gebaut wurde. Die Canadian Pacific Railway (CPR) betreibt hier einen kleinen Haltepunkt, welcher die Hälfte der Strecke zwischen Vancouver und Kamloops markiert. Der Bau der Eisenbahn spielte eine wichtige Rolle in der Region, zunächst mit dem Aufbau der CPR-Strecke (1881–1885), später der  Strecke der Canadian Northern Railway (heute Canadian National Railway) auf der Flussseite von Boston Bar. Boston Bar ist ein Canadian National Railway Divisional Point, ein lokales operatives Hauptquartier der Eisenbahngesellschaft. Hier treffen die Ashcroft Subdivision von Kamloops bis Boston Bar und die Yale Subdivision von Boston Bar nach Vancouver aufeinander. North Bend ist außerdem die Eintrittspforte zum Nahatlatch Valley des Nahatlatch River mit einer Kette von drei Seen.

## Klima
In Boston Bar herrscht ein durch die Grenzen des Fraser Canyons bestimmtes Lokalklima. An der Grenze zur gemäßigten Zone der Küste unmittelbar südlich der Siedlung ist dieses Klima den jahreszeitlichen Temperaturextremen des British Columbia Interior ausgesetzt. Es können vier ausgeprägte Jahreszeiten unterschieden werden. Die Temperaturen erreichen 35-40 °C im Sommer und −5 bis −10 °C im Winter. Insbesondere ist es der erste Ort im Fraser Canyon auf dem Weg ins Inland, an dem die Niederschlagsmengen merklich geringer ausfallen als in den regenreicheren Orten zwischen Yale und Spuzzum nordwärts bis Hell's Gate.
Das Klima bildet einen Übergang vom Seeklima der Westküste zum Kontinentalklima. Die heftigsten Niederschläge fallen im Winter, während dessen in den meisten Jahren auch der stärkste marine Einfluss vorherrscht. Der kontinentale Einfluss kann meist im Sommer festgestellt werden, welcher im Allgemeinen heiß ist. Die Vegetation besteht aus einer Mischung aus Regenwald und an Trockenheit angepasste Arten des Inlands; dazu gehören Oregon-Ahorn und Riesen-Lebensbaum aus den Hauptarten der Regenwälder und Gelb-Kiefer, die nordwärts häufiger ist und für die Arten des Inlands steht. Douglasien sind die häufigsten Bäume. Boston Bar gehört innerhalb der biogeoklimatischen Zonen von British Columbia zur feucht-warmen Unterzone Interior Douglas-fir Zone (IDFww).
Eine Konsequenz des Klimas besteht darin, dass Boston Bar im Verbreitungsgebiet der Pazifik-Klapperschlange liegt, welche in den Gebieten flussaufwärts von Fraser und Thompson River wie in Lytton häufig ist.
In Bezug auf die Klimaklassifikation nach Köppen und Geiger herrscht in Boston Bar ein sommerwarmes Mittelmeerklima (Csb).
Während der Hitzewelle in Nordamerika 2021 kam es in Boston Bar zu Waldbränden, die von Feuerwehren bekämpft wurden. Der British Columbia Highway 1 zwischen der Siedlung und Spences Bridge wurde Anfang Juli 2021 geschlossen. Viele Einwohner des nahegelegenen Lytton wurden nach Boston Bar evakuiert, nachdem Lytton beinahe vollständig durch die durch extreme Temperaturen ausgelösten Brände zerstört wurde.
|                        | Jan  | Feb  | Mär  | Apr  | Mai  | Jun  | Jul  | Aug  | Sep  | Okt  | Nov | Dez  |   |     |
| Mittl. Temperatur (°C) | −0,4 | 1,9  | 5,9  | 10,1 | 14,1 | 17,5 | 20,9 | 20,8 | 15,9 | 9,5  | 3,3 | −1,2 | ⌀ | 9,9 |
| Mittl. Tagesmax. (°C)  | 2,0  | 5,4  | 10,7 | 16,2 | 20,6 | 24,1 | 28,3 | 28,3 | 22,8 | 13,8 | 5,8 | 1,2  | ⌀ | 15  |
| Mittl. Tagesmin. (°C)  | −2,8 | −1,6 | 1,1  | 3,9  | 7,5  | 11,0 | 13,4 | 13,4 | 9,0  | 5,2  | 0,8 | −3,6 | ⌀ | 4,8 |
|                        |      |      |      |      |      |      |      |      |      |      |     |      |   |     |
| Niederschlag (mm)      | 103  | 76   | 64   | 38   | 35   | 32   | 17   | 19   | 36   | 89   | 137 | 112  | Σ | 758 |

| −2,8 |

| −1,6 |

| 1,1 |

| 3,9 |

| 7,5 |

| 11,0 |

| 13,4 |

| 13,4 |

| 9,0 |

| 5,2 |

| 0,8 |

| −3,6 |

| −2,8 |

| −1,6 |

| 1,1 |

| 3,9 |

| 7,5 |

| 11,0 |

| 13,4 |

| 13,4 |

| 9,0 |

| 5,2 |

| 0,8 |

| −3,6 |

| N i e d e r s c h l a g | 103 | 76  | 64  | 38  | 35  | 32  | 17  | 19  | 36  | 89  | 137 | 112 |
|                         | Jan | Feb | Mär | Apr | Mai | Jun | Jul | Aug | Sep | Okt | Nov | Dez |